# اچ‌ام‌اس شاه (دی۲۱)
اچ‌ام‌اس شاه (دی۲۱) (به انگلیسی: HMS Shah (D21)) یک کشتی بود که طول آن ۴۹۵ فوت ۷ اینچ (۱۵۱٫۰۵ متر) بود. این کشتی در سال ۱۹۴۳ ساخته شد.